# Compton I. White junior

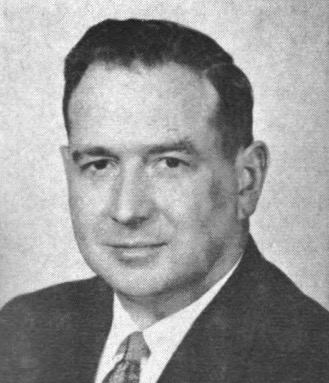
Compton I. White (1963)

Compton Ignatius White, Jr. (* 19. Dezember 1920 in Spokane, Washington; † 19. Oktober 1998 in Sandpoint, Idaho) war ein US-amerikanischer Politiker. Zwischen 1963 und 1967 vertrat er den ersten Wahlbezirk des Bundesstaates Idaho im US-Repräsentantenhaus.

## Werdegang
Compton White war der Sohn seines gleichnamigen Vaters Compton I. White, der zwischen 1933 und 1951 zweimal den Staat Idaho im US-Repräsentantenhaus vertreten hatte. Der jüngere Compton White besuchte die öffentlichen Schulen in Clark Fork und Washington, D.C. Zwischen 1938 und 1939 studierte er an der George Washington University und dann von 1939 bis 1942 an der University of Idaho. Außerdem war er sowohl im Bergbaugeschäft als auch in der Landwirtschaft, hier vor allem bei der Viehzucht, tätig.
Während des Zweiten Weltkrieges arbeitete er in der Entwicklungsabteilung der Boeing-Werke in Seattle. Zwischen 1947 und 1950 war er unter anderem im Schulrat von Clark Fork. Wie der Vater wurde auch der Sohn Mitglied der Demokratischen Partei. Im Jahr 1960 bewarb er sich erfolglos innerhalb seiner Partei für deren Nominierung zum US-Senat. Von 1958 bis 1962 war er Bürgermeister der Stadt Clark Fork.
1962 wurde Compton White in das US-Repräsentantenhaus gewählt, wo er am 3. Januar 1963 die Nachfolge von Gracie Pfost antrat. Nach einer Wiederwahl im Jahr 1964 konnte er dieses Mandat bis zum 3. Januar 1967 ausüben. Bei den Wahlen des Jahres 1966 unterlag er Jim McClure. Im Jahr 1967 war White Berater des US-Finanzministeriums. Danach widmete er sich wieder seinen privaten Geschäften, dabei vor allem der Landwirtschaft.